# Saint-Michel-en-Beaumont
Saint-Michel-en-Beaumont is een gemeente in het Franse departement Isère (regio Auvergne-Rhône-Alpes) en telt 36 inwoners (2009). De plaats maakt deel uit van het arrondissement Grenoble.

## Geografie
De oppervlakte van Saint-Michel-en-Beaumont bedraagt 7,5 km², de bevolkingsdichtheid is dus 4,8 inwoners per km².
De onderstaande kaart toont de ligging van Saint-Michel-en-Beaumont met de belangrijkste infrastructuur en aangrenzende gemeenten.

## Demografie
Onderstaande figuur toont het verloop van het inwonertal (bron: INSEE-tellingen).